# EXAONE
EXAONE(엑사원)은 LG AI 연구원에서 개발한 초거대 멀티모달 AI 모델이다. "Expert AI for Everyone"의 약자로, 누구나 활용할 수 있는 엑사급 인공지능이라는 비전을 담고 있다. 텍스트와 이미지를 동시에 이해하고 생성하며, 전문 문헌까지 이해할 수 있는 생성형 인공지능을 목표로 개발되었다. EXAONE 프로젝트는 2021년부터 시작되었으며, 2021년 12월에 LG AI 연구원 출범 1년 만에 공개되었다. 개발 초기부터 언어와 시각 정보, 즉 멀티모달 정보의 이해를 통한 혁신을 추구해왔다. 한국어와 영어를 모두 이해하고 처리할 수 있도록 설계되어 국내외 다양한 환경에서 활용될 수 있다.
2023년 7월에는 EXAONE 2.0이 공개되었으며, 학습 데이터 품질 강화, 비용 효율성 강화, 맞춤형 모델 제공에 집중하여 기존 생성형 AI와의 차별화를 꾀했다. EXAONE 2.0은 이전 모델 대비 추론 처리 시간을 단축하고 메모리 사용량을 감소시켜 비용 효율성을 개선했다.
2024년 8월에는 EXAONE 3.0이 오픈소스로 공개되었다. EXAONE 3.0은 이전 모델인 EXAONE 2.0 대비 성능과 경제성 모두 향상되었으며, 추론 처리 시간과 구동 비용을 크게 절감했다. 7.8B(78억) 매개변수와 8T(8조) 토큰으로 학습된 대규모 모델이다. 한국어와 영어를 지원하며, 6천만 건 이상의 전문 데이터를 학습했다.
2024년 12월에는 EXAONE 3.5가 오픈소스로 공개되었다. EXAONE 3.5는 32B, 7.8B, 2.4B의 세 가지 크기로 제공되며, 긴 맥락 이해 능력과 명령어 수행 능력을 통해 다양한 언어 작업에서 사용될 수 있다.
EXAONE Deep은 EXAONE 3.5를 기반으로 추론 능력에 특화하여 미세 조정된 모델이다. 수학, 과학, 코딩 등 다양한 영역에서 높은 추론 성능을 보인다. EXAONE Deep 32B 모델은 2025학년도 수능 수학 영역에서 높은 점수를 기록했으며, 국제 AI 수학 문제 해결 평가에서도 우수한 성적을 거두었다.
2025년 7월에는 EXAONE 시리즈의 최신 버전인 EXAONE 4.0이 공개되었으며, 이는 32B와 1.2B 매개변수 모델을 제공하면서 비추론 및 추론 모드를 통합한 하이브리드 구조로 복잡한 문제 해결과 MCP(Model Context Protocol)와 Function Calling 기능을 지원하며 Agentic AI  기능을 강화했고, 한국어, 영어에 스페인어까지 확장되며 글로벌 적용성 또한 한층 더 개선한 것이 특징이다.
LG 계열사를 중심으로 LG전자, LG이노텍, LG디스플레이 등에서 기업용 인공지능 모델로 적용되고 있다. LG화학에서는 신소재 개발이나 공정 최적화에 활용될 수 있다. 또한, LG AI 연구원은 EXAONE을 기반으로 생성형 AI 서비스인 ChatEXAONE을 개발하여 임직원들의 업무 생산성 향상에 활용하고 있다. ChatEXAONE은 실시간 웹 정보 기반 질의응답, 문서 및 이미지 기반 질의응답, 코딩, 데이터베이스 관리 등 다양한 기능을 제공한다.